# Icerya colimensis
Icerya colimensis är en insektsart som beskrevs av Cockerell 1902. Icerya colimensis ingår i släktet Icerya och familjen pärlsköldlöss. Inga underarter finns listade i Catalogue of Life.